# Langendorf
Langendorf település Németországban, azon belül Alsó-Szászország tartományban. Lakosainak száma 708 fő (2023. december 31.). Langendorf Trebel és Gusborn községekkel határos.

## Népesség
A település népességének változása:
| Lakosok száma | 690  | 685  | 692  | 694  | 701  | 708  |
|               | 2016 | 2017 | 2019 | 2021 | 2022 | 2023 |